# Cohesió social
La cohesió social és un terme utilitzat en la política social, sociologia i ciències polítiques per descriure els nexes o lligams que uneixen a les persones en la societat, particularment en el context de la diversitat cultural. La cohesió social és un concepte multifacètic que abasta molts tipus diferents dels fenòmens socials. S'associa amb les teories del funcionalisme estructural sociològic i el conservadorisme polític. De vegades també s'utilitza per l'estat com un eufemisme de les relacions racials i està estretament relacionat amb el concepte de desigualtat d'habitatge.
La cohesió d'un grup pot mesurar-se mitjançant una prova estadística no paramètrica o lliure de distribució, com el coeficient de correlació de rangs de Pearson (r) o el coeficient de correlació de rangs de Kendall (τ), que comparen els resultats escalars de diversos qüestionaris sobre una mateixa variable en dos moments diferents de mostreig o entre dues variables diferents però relacionades.
El camp de la discriminació social pot estudiar-se, des de les perspectives sociològiques de l'interaccionisme simbòlic, el funcionalisme o la teoria del conflicte, como un problema de cohesió social.

## Antecedents
Els vincles entre els membres d'un grup no es desenvolupen espontàniament. Es desenvolupen a partir d'una sèrie de components com l'atracció, la coordinació, el sentit de pertinença i les emocions compartides. Aquests components es poden conèixer com a antecedents de cohesió. A més, també defineixen la naturalesa de la cohesió.

### Atracció social
Festinger i els seus col·legues el 1950 es van centrar molt en l'atracció com a força en comparació amb qualsevol altra força. En un estudi, van demanar als membres del grup que identifiquessin tots els seus amics i van calcular la proporció d'opcions intragrup i d'exteriors. Segons Dion l'any 2000, com més gran és la proporció, més gran és la cohesió del grup. Hogg el 1992 i el 2001 va assenyalar que l'atracció personal no és cohesió de grup tot i que els membres de grups cohesionats s'agraden entre ells. La cohesió del grup és similar a un tipus d'atracció a nivell de grup que, segons Hogg, es coneix com a atracció social. L'atracció social és un gust per als altres membres del grup en funció del seu estatus com a membres típics del grup. L'atracció és un ingredient bàsic per a la majoria de grups, però, quan s'intensifiquen les relacions interpersonals entre els membres del grup, pot transformar un grup unit en un de cohesionat.

### Sentiment de pertinença
En un grup cohesionat, els individus tendeixen a fusionar-se per formar un tot. Els no membres que es trobin amb un grup estaran convençuts que és un grup estretament vinculat. Els membres del grup expressarien el seu sentit de pertinença al grup essent lleials al grup, identificant-se amb el grup i classificant-se com a membres. També descriurien la seva unitat utilitzant termes com ara família, nosaltres, comunitat, equip, etc.

### Coordinació
Es creu que la cohesió es refereix més a la voluntat de treballar junts per assolir un conjunt d'objectius que a les relacions interpersonals entre els membres del grup. Segons Siebold l'any 2007, els grups orientats a les tasques, com ara les tripulacions de vol i els escamots militars, comparteixen un impuls per assolir els seus objectius.

### Emocions compartides
Una de les característiques més evidents d'un grup cohesionat és una emoció positiva compartida. La cohesió emocional és un procés multinivell ja que les emocions poden ser col·lectives. Per exemple, un membre del grup pot experimentar emoció quan s'assabenta que l'altre membre del grup ha estat maltractat. Una emoció és una emoció col·lectiva quan tots els membres d'un grup experimenten la mateixa reacció emocional. La intensitat d'aquestes emocions és alta quan els membres s'identifiquen fortament amb el seu grup.

## Factors
Les forces que uneixen els membres del grup poden ser positives (recompenses basades en el grup) o negatives (coses que es perden en sortir del grup). Els principals factors que influeixen en la cohesió del grup són: la similitud dels membres, la mida del grup, la dificultat d'entrada, l'èxit del grup i la competència externa i les amenaces. Sovint, aquests factors funcionen millorant la identificació dels individus amb el grup al qual pertanyen, així com les seves creences sobre com el grup pot satisfer les seves necessitats personals.

### Similitud dels membres del grup
La similitud dels membres del grup té diferents influències en la cohesió del grup segons com es defineixi aquest concepte. Lott i Lott, que l'any 1965 es referien a l'atracció interpersonal com a cohesió del grup, van fer una revisió extensa de la literatura i van trobar que les similituds dels individus en el fons (per exemple, la raça, l'ètnia, l'ocupació, l'edat), les actituds, els valors i els trets de la personalitat tenen una associació generalment positiva. amb cohesió del grup.
D'altra banda, des de la perspectiva de l'atracció social com a base de la cohesió del grup, la similitud entre els membres del grup és la indicació perquè els individus es classifiquen a si mateixos i als altres en un grup intern o un grup extern. En aquesta perspectiva, com més semblança prototípica sentin els individus entre ells mateixos i altres membres del grup, més forta serà la cohesió del grup.
A més, un antecedent similar fa que sigui més probable que els membres comparteixin opinions similars sobre diversos temes, inclosos els objectius del grup, els mètodes de comunicació i el tipus de lideratge desitjat. En general, un major acord entre els membres sobre les regles i normes del grup dona lloc a una major confiança i menys conflictes disfuncionals. Això, al seu torn, reforça la cohesió emocional i de la tasca.

### Dificultat d'entrada
Els criteris o procediments difícils d'entrada a un grup tendeixen a presentar-lo de manera més exclusiva. Com més elit es percep que és el grup, més prestigi serà ser membre d'aquest grup [cita necessària]. Tal com es mostra en estudis de dissonància realitzats per Aronson i Mills el 1959 i confirmats per Gerard i Mathewson el 1966, aquest efecte pot ser degut a la reducció de la dissonància (vegeu dissonància cognitiva). La reducció de la dissonància es pot produir quan una persona ha suportat una iniciació àrdua en un grup; si alguns aspectes del grup són desagradables, la persona pot distorsionar la seva percepció del grup a causa de la dificultat d'entrada. Així, el valor del grup augmenta en la ment del membre del grup.

### Mida del grup
Els grups reduïts són més cohesionats que els grans. Sovint, això és causat per l'escàndol social, una teoria que diu que els membres individuals d'un grup en realitat s'esforçaran menys, perquè creuen que altres membres compensaran l'esgotament. S'ha descobert que s'elimina el disbarat social quan els membres del grup creuen que les seves actuacions individuals són identificables, molt més en grups més petits.
En primatologia i antropologia, els límits de la mida del grup es teoritzen d'acord amb el nombre de Dunbar.

## Conseqüències
La cohesió del grup s'ha relacionat amb una sèrie de conseqüències positives i negatives. Les seves conseqüències sobre la motivació, el rendiment, la satisfacció de cada membre, l'ajust emocional del membre i les pressions que pot sentir cada persona s'examinaran a les seccions següents.

### Motivació
La cohesió i la motivació dels membres de l'equip són factors clau que contribueixen al rendiment d'una companyia. Amb el desenvolupament de l'adaptabilitat, l'autoestima i el creixement de la motivació personal, cada membre és capaç de sentir-se segur i progressar en l'equip. La peresa social és menys freqüent quan hi ha cohesió en un equip; la motivació de cada membre de l'equip és considerablement més gran.

### Rendiment
La investigació ha demostrat que la cohesió pot causar rendiment i que el rendiment pot causar cohesió. La majoria de metaanàlisis (estudis que han resumit els resultats de molts estudis) han demostrat que hi ha una relació entre cohesió i rendiment. Aquest és el cas fins i tot quan la cohesió es defineix de diferents maneres. Quan la cohesió es defineix com a atracció, es correlaciona millor amb el rendiment. Quan es defineix com a compromís amb la tasca, també es correlaciona amb el rendiment, encara que en menor grau que la cohesió com a atracció. No es van fer prous estudis amb la cohesió definida com a orgull grupal. En general, la cohesió definida de totes aquestes maneres estava positivament relacionada amb el rendiment.
Tanmateix, alguns grups poden tenir una relació de cohesió-acompliment més forta que altres. Els grups més petits tenen una millor relació cohesió-acompliment que els grups més grans. Carron l'any 2002 va trobar que les relacions de cohesió i rendiment eren més fortes als equips esportius i va classificar la força de la relació en aquest ordre (de més forta a més feble): equips esportius, equips militars, grups que es formen amb un propòsit, grups en entorns experimentals. Hi ha algunes evidències que la cohesió pot estar més fortament relacionada amb el rendiment per a grups que tenen rols altament interdependents que per a grups en què els membres són independents.
Pel que fa a la productivitat del grup, tenir atracció i orgull grupal pot no ser suficient. Cal tenir compromís amb la tasca per ser productiu. A més, els grups amb objectius d'alt rendiment van ser extremadament productius.
Tanmateix, és important tenir en compte que el vincle entre cohesió i rendiment pot variar segons la naturalesa del grup que s'estudia. Alguns estudis que s'han centrat en aquesta relació han donat resultats divergents. Per exemple, un estudi realitzat sobre la relació entre cohesió i rendiment en un departament de serveis socials governamentals va trobar una associació positiva baixa entre aquestes dues variables, mentre que un estudi separat sobre grups en una unitat militar danesa va trobar una associació negativa alta entre aquestes dues variables.

### Satisfacció
Els estudis han demostrat que les persones en grups cohesionats mostren més satisfacció que els membres d'un grup no cohesionat. Aquest és el cas de molts entorns, inclosos els entorns industrials, esportius i educatius. Els membres dels grups cohesionats també són més optimistes i pateixen menys problemes socials que els dels grups no cohesionats.
Es va fer un estudi amb un equip de paletes i fusters que treballaven en una urbanització. Durant els primers cinc mesos, el seu supervisor va formar els grups en què havien de treballar. Aquests grups van canviar durant els cinc mesos. Això va ser per ajudar els homes a conèixer a tothom que treballava en aquest projecte de desenvolupament i, naturalment, van sorgir bones i males relacions entre els altres. Llavors, l'experimentador va formar grups cohesionats agrupant persones que s'agradaven. Es va comprovar que els paletes i fusters estaven més satisfets quan treballaven en grups cohesionats. Com va citar un dels treballadors "la feina és més interessant quan tens un amic que treballa amb tu. Passi el que passi, t'agrada molt més".:183

### Adaptació emocional
Les persones dels grups cohesionats experimenten un millor ajust emocional. En particular, les persones experimenten menys ansietat i tensió. També es va trobar que les persones afronten millor l'estrès quan pertanyen a un grup cohesionat.
Un estudi va demostrar que la cohesió com a compromís de tasques pot millorar la presa de decisions del grup quan el grup està sota estrès, més que quan no està sota estrès. L'estudi va analitzar quaranta-sis equips de tres persones, tots ells per a seleccionar els millors llocs de perforació de petroli a partir de la informació que se'ls va donar. L'estudi va manipular si els equips tenien o no una cohesió alta o baixa i quina era la urgència de la tasca. L'estudi va trobar que els equips amb baixa cohesió i alta urgència van tenir pitjors resultats que els equips amb alta cohesió i alta urgència. Això indica que la cohesió pot millorar la presa de decisions del grup en moments d'estrès.
La teoria de l'aferrament també ha mostrat que els adolescents amb problemes de conducta no tenen relacions interpersonals estretes ni en tenen de superficials. Molts estudis han descobert que una persona sense relacions properes entre iguals corre un risc més elevat de tenir problemes d'adaptació emocional actualment i més endavant a la vida.
Tot i que les persones poden experimentar una millora emocional en grups cohesionats, també poden enfrontar-se a moltes demandes sobre les seves emocions, com ara les que resulten del boc expiatori i l'hostilitat.

### Pressions de conformitat
Les persones dels grups cohesionats tenen més pressió per conformar-se que les persones dels grups no cohesionats. La teoria del pensament grupal suggereix que les pressions impedeixen que el grup pensi críticament sobre les decisions que està prenent. Giordano l'any 2003 va suggerir que això es deu al fet que les persones d'un grup interactuen freqüentment entre elles i creen moltes oportunitats d'influència. També es deu al fet que una persona dins d'un grup percep els altres membres com a semblants a ells mateixos i, per tant, està més disposada a cedir a pressions de conformitat. Un altre motiu és que les persones valoren el grup i, per tant, estan més disposades a cedir pressions de conformitat per mantenir o millorar les seves relacions.
Les activitats il·legals han estat derivades de pressions de conformitat dins d'un grup. Haynie l'any 2001 va trobar que el grau en què un grup d'amics es dedicava a activitats il·legals era un predictor de la participació d'un individu en l'activitat il·legal. Això va ser fins i tot després que es controlés el comportament anterior de l'individu i s'establissin altres controls. A més, aquells amb amics que participaven en activitats il·legals tenien més probabilitats de participar en activitats il·legals. Un altre estudi va trobar que els adolescents sense amics no feien tantes activitats il·legals com els que tenien almenys un amic. Altres estudis han trobat resultats similars.

### Aprenentatge
Albert Lott i Bernice Lott van investigar com la cohesió del grup influeix en l'aprenentatge individual. Volien comprovar si l'aprenentatge seria millor si els nens estudiessin amb companys que els agradaven que amb companys que no els agradaven. Es va suposar que el grau de gust dels membres indicava la cohesió del grup. Van trobar que els nens amb un coeficient intel·lectual elevat van tenir un millor rendiment a les proves d'aprenentatge quan estan en grups d'alta cohesió que en grups de cohesió baixa. Per als nens amb un coeficient intel·lectual baix, però, el factor de cohesió va afectar poc. Tot i així, hi va haver una lleugera tendència als nens amb un coeficient intel·lectual baix a tenir un millor rendiment en grups d'alta cohesió. Els investigadors creien que si els nens treballessin amb altres estudiants amb qui es troben bé, és més probable que tinguin més ganes d'aprendre que si tinguessin actituds neutrals o negatives cap al grup.